# 本名ダム
本名ダム（ほんなダム）は、福島県大沼郡金山町大字本名当子ヶ原にある一級河川・阿賀野川水系只見川に建設されたダムである。

## 沿革
日本発送電による「只見川筋水力開発計画概要」の一環として1952年（昭和27年）に着工、1954年（昭和29年）に竣工された。
この「只見川筋水力開発計画概要」は、豪雪地帯で峡谷が多い急流河川である只見川に目をつけ、水力発電所を目的に1947年（昭和22年）に発表したものである。只見川に階段状のダム式発電所を建設する計画で、これにより只見川・阿賀野川・伊南川・大津岐川の計23箇所にダムが設置されることとなった。本名ダムはそのうちの一つであり、他にもこの計画による主なダム式発電所として奥只見ダム・田子倉ダムなどがある。また、本名ダムから上流に滝ダム・発電所、下流に上田ダム・発電所がある。2023年（令和5年）9月に只見川ダム施設群として土木学会選奨土木遺産に認定された。

## 本名発電所
本名発電所（ほんなはつでんしょ）は、本名ダム横に建設された発電所。1954年（昭和29年）8月の運用開始から現在に至るまで東北電力が所有する。また付近には本名変電所が存在する。

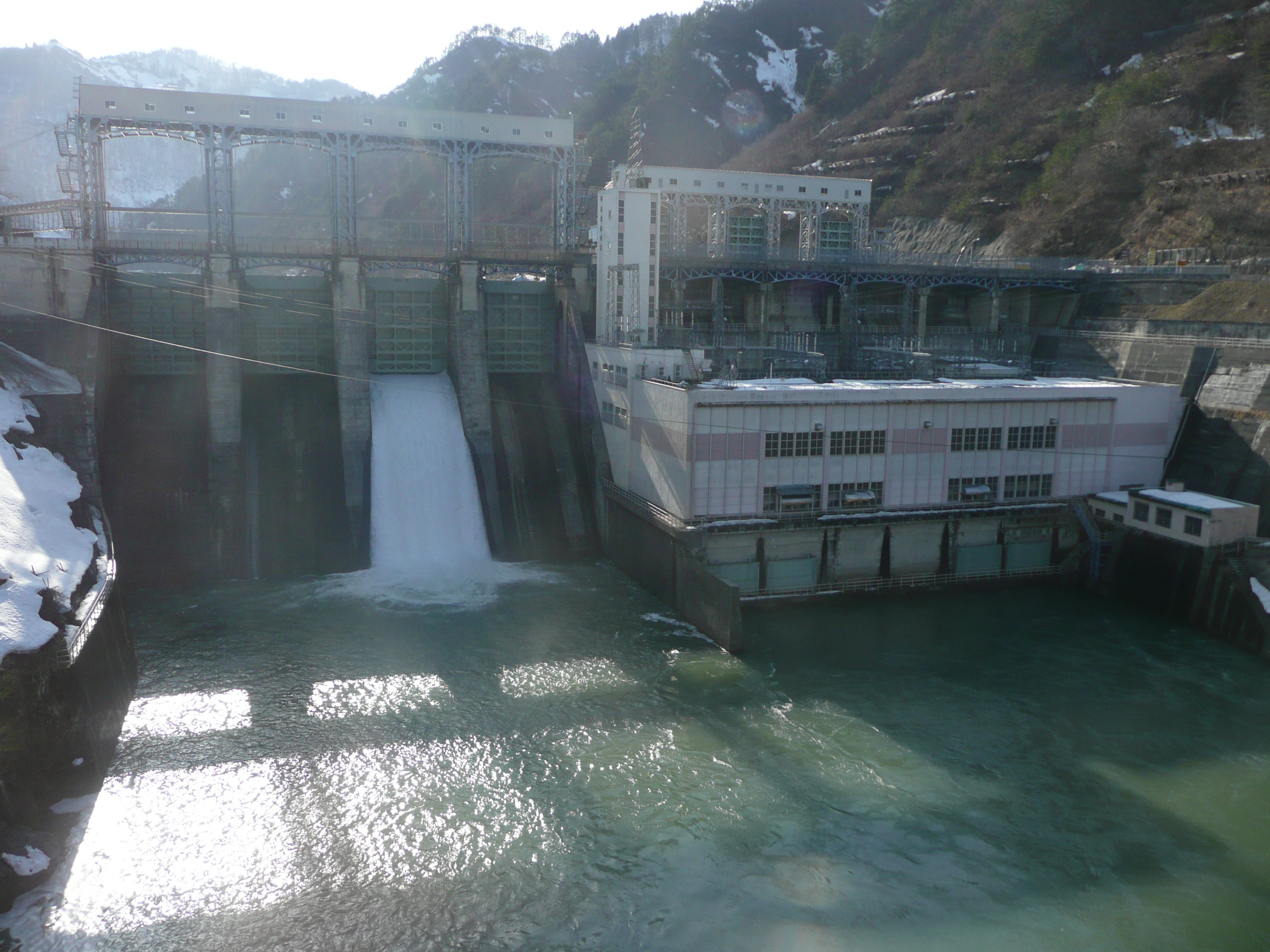
放流中の本名ダム

## 本名橋
本名ダム堤体の管理橋を利用した本名橋（ほんなばし）が架かり国道252号が通っている。全長161メートル、幅員6メートル、最大支間長16メートルの9連の鋼上路単純トラス橋である。1955年（昭和30年）開通。橋の上部工の製作は日立造船が行なった。
橋の両詰がクランク状に急カーブしていて線形が悪く、左岸沿いの国道を覆うスノーシェッドは幅員が狭く老朽化も進んでいたため、2010（平成22）年度より、トンネルで線形を改良するバイパス道路（本名バイパス。全長2,680 m）が建設され、2022年（令和4年）1月20日に本名バイパスが開通した。

## アクセス
- JR東日本只見線本名駅より徒歩8分。本名駅 - 会津越川駅間の第六只見川橋梁を渡る列車車窓からも見ることができる。